# Asuncion (Davao del Norte)
Asuncion (Saug) ist eine philippinische Stadtgemeinde in der Provinz Davao del Norte.

## Baranggays
Asuncion ist politisch in 20 Baranggays unterteilt.
| - Binancian - Buan - Buclad - Cabaywa - Camansa - Camoning - Canatan - Concepcion - Doña Andrea - Magatos | - Napungas - New Bantayan - New Santiago - Pamacaun - Cambanogoy (Pob.) - Sagayen - San Vicente - Santa Filomena - Sonlon - New Loon |

## Geschichte
2004 wurden die Baranggays Igangon, Kipalili, Sabangan, Sawata, Sant Niño und Mamangan der neugebildeten Stadtgemeinde San Isidro angegliedert.